# 庭卡乡
庭卡乡，是中华人民共和国四川省甘孜藏族自治州甘孜县下辖的一个乡镇级行政单位。

## 行政区划
庭卡乡下辖以下地区：
庭卡村、苦绒村、洛戈村、拉西村、斯兰达村、格拖村和觉柯隆村。